# ويسال سيرفي
ويسال سيرفي (بالإنجليزية: Waisale Serevi) (و. 1968  م) هو لاعب اتحاد الرغبي، ولاعب  سباعيات رغبي ‏  فيجي، ولد في سوفا، شارك في دورة ألعاب الكومنولث 2002، ودورة ألعاب الكومنولث 2006، بدأ مشواره المهني سنة 1987، مركز لعبه هو رامي متوسط ‏.

## التعليم
تعلم في Lelean Memorial School ‏
.

## جوائز
حصل على جوائز منها:
Fiji Sports Hall of Fame ‏